# 哈瓦那俱乐部
哈瓦那俱乐部（Havana Club）是产于古巴北聖克魯斯地区一种著名的朗姆酒品牌。由José Arechabala创始于1878年，但1959年被古巴政府收归国有，因此Arechabala家族便離開古巴前往美国。

## 發展
1993年，法国保樂力加集團（Pernod Ricard）和古巴政府成立合资企业，生产这一商标的朗姆酒并在全球销售。但由于美国对古巴的禁运法律，该企业生产的朗姆酒一直无法销往美国。
百加得是创始于古巴的酿酒企业，在古巴革命后迁往美国，目前是世界最大的朗姆酒企业之一。
百加得对古巴政府一直持强烈的敌视态度，是「古巴自由和民主團結法案」（Cuban Liberty and Democratic Solidarity Act，即赫尔姆斯-伯顿法）的幕后推手之一。1997年百加得声称，其从Arechabala 家族手中取得「哈瓦那俱乐部」商标，并在美国注册。
古巴和法国政府都认为 Arechabala 家族的商标权早已失效，因此其无权转让。但百加得公司通过游说美国国会，制定了富有争议的《综合拨款法案》第211节（由于这一条款的背景，因而又被称为「百加得法案」），该法案自制定以来只实施了一次，就是限制外国厂商在美国注册「哈瓦那俱乐部」朗姆酒商标，并因此将其排挤出美国市场。
1999年在法国政府的提议下，欧共体在WTO正式起诉美国的这一法律，并最终胜诉。
近年来，随着古巴－美國關係的逐漸恢復，关于“哈瓦那俱乐部”商标的争议也有望解决。2016年2月19日，美国专利商标局正式把保乐力加公司（Pernod Ricard S.A.）商标授权延长至2026年1月27日。

## 外部連結
- Havana Club at Pernod Ricard（页面存档备份，存于）